# Débarquement sur Aitape
Pour les articles homonymes, voir Bataille d'Aitape.
Seconde Guerre mondiale
Batailles
- Rabaul
- 1re Salamaua-Lae
- Mer de Corail
- Piste Kokoda
- Baie de Milne
- Goodenough
- Buna-Gona-Sanananda
- Lilliput
- Merauke

- Wau
- Mer de Bismarck
- I-Go
- 2e Salamaua-Lae
- Chronicle
- Monts Finisterre
- Bougainville
- Bombardement de Wewak
- Péninsule de Huon
- Nouvelle-Bretagne
- Bombardement de Rabaul

- Neutralisation de Rabaul
- Îles de l'Amirauté
- Emirau
- Take Ichi
- Nouvelle-Guinée occidentale

Le débarquement sur Aitape (Operation Persecution) désigne l'assaut amphibie mené par les États-Unis dans le secteur d'Aitape lors de la campagne de Nouvelle-Guinée durant la Guerre du Pacifique.
En parallèle aux débarquements sur Hollandia (Operation Reckless) démarrés le même jour pour prendre le contrôle des infrastructures entourant la ville de Hollandia, il fut décidé par l'état-major américain d'organiser également un débarquement sur Aitape afin de prendre possession des aérodromes au sud-est de cette ville, mais également de protéger le flanc ouest des forces engagées sur Hollandia d'éventuelles contre-attaques japonaises destinées à tenter de les repousser.

## La bataille
Le 22 avril 1944, la 41e division d'infanterie débarqua à cet effet sur Aitape, pratiquement sans rencontrer d'opposition, la majorité des troupes nippones ayant fui sous le bombardement de l'US Navy préalable à l'assaut. Les unités américaines prirent dès le soir même le contrôle de l'aérodrome de Tadji.
Dès les jours suivants, des équipes d'ingénieurs australiens et américains améliorèrent l'aérodrome et les routes y menant.
Les unités américaines ne rencontrèrent pas de résistance japonaise réellement organisée, hormis quelques attaques rapidement repoussées le 28 et 29 avril 1944.
Les patrouilles de l'US Army ayant pour objectif de neutraliser les éléments japonais dans la zone durèrent jusqu'au 4 mai 1944, date à laquelle ces derniers se retirèrent de la zone. 
En août et juillet 1944, des contre-attaques nippones le long de la rivière Driniumor donnèrent lieu à des combats bien plus disputés lors de la bataille d'Aitape.